# Idol 2019

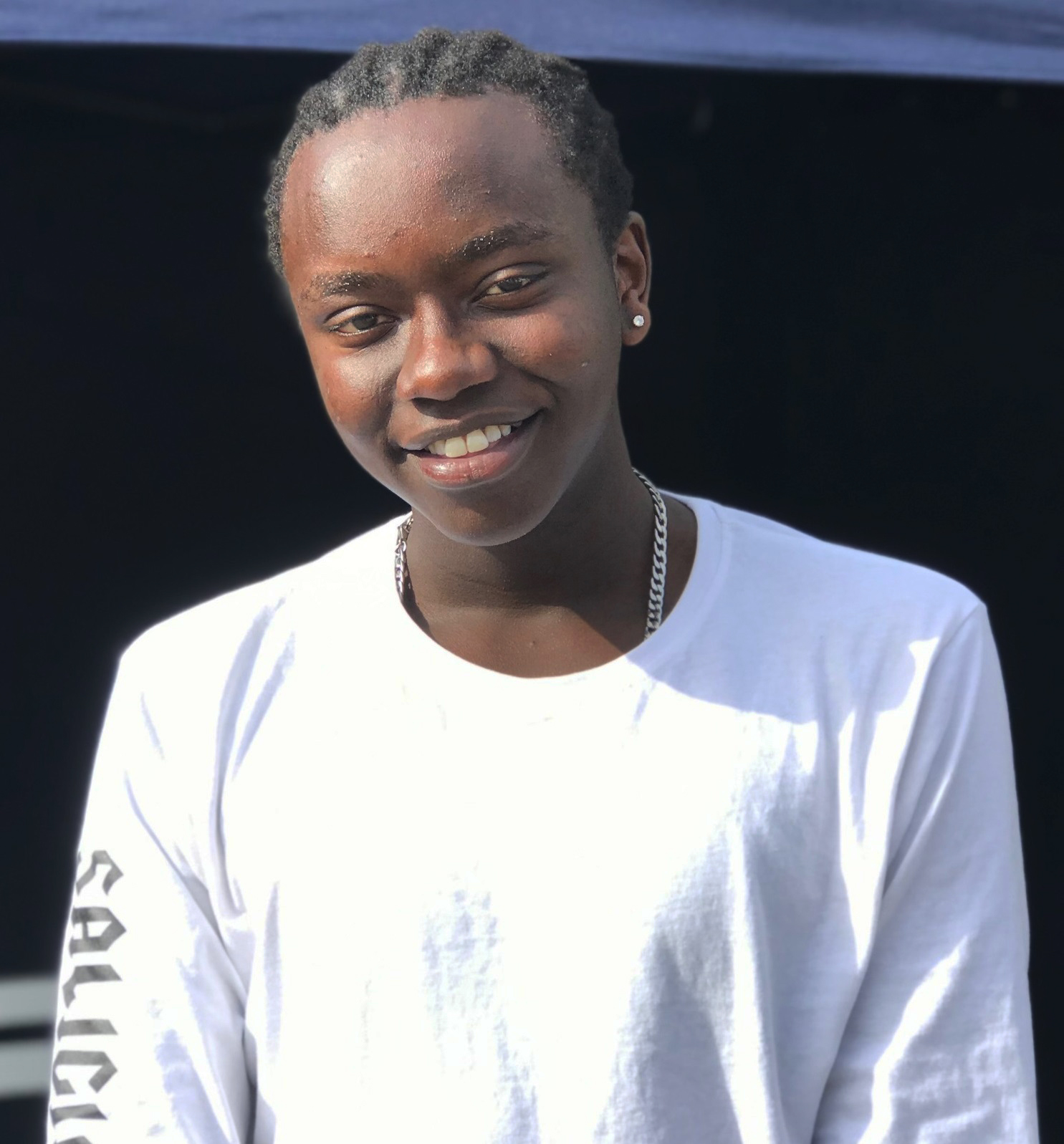
Segraren av Idol 2019, Tusse Chiza

Idol 2019 var TV-programmet Idols femtonde säsong i Sverige. Även denna säsong sändes på TV4. Pär Lernström var detta år ensam programledare för huvudprogrammen då Gina Dirawi lämnat programmet efter två säsonger (2017 och 2018) och inte fick någon ersättare. Juryn bestod som vanligt av Kishti Tomita, Nikki Amini, Alexander Kronlund och Anders Bagge.
Den femtonde säsongen hade premiär på TV4 den 19 augusti 2019 och avslutades därefter med en final den 6 december samma år.
Vinnaren av årets tävling blev Tusse Chiza. Denna säsong markerade första gången sedan 2009 och första gången på nio säsonger som finalduellen stod mellan två manliga deltagare, första gången en mörkhyad person vann samt den yngsta manliga vinnaren i svenska Idols historia. Det var även den första deltagaren någonsin född på 2000-talet som vann hela tävlingen.

## Auditionuttagningarna
En auditionturné hölls under februari och mars 2019. Lägsta ålder för att delta var 16 år (senast 1 september 2019).

### Förturnén
| Sökdatum    | Stad      | Plats                |
| ----------- | --------- | -------------------- |
| 9 februari  | Boden     | Försvarsmuseum Boden |
| 15 februari | Motala    | Gallerian            |
| 16 februari | Växjö     | Tegnérgallerian      |
| 22 februari | Härnösand | Sambiblioteket       |
| 1 mars      | Borlänge  | Kupolen              |
| 2 mars      | Karlskoga | Folkets hus          |

### Stora auditionturnén
| Sökdatum | Stad      | Arena                |
| -------- | --------- | -------------------- |
| 17 mars  | Malmö     | Malmö Live           |
| 23 mars  | Göteborg  | Gothia Towers        |
| 31 mars  | Stockholm | Stockholm Waterfront |

## Topp 20 till kvalet
Deltagarna nedan var de som slutligen blev utvalda att gå vidare från slutaudition till kvalveckan. De elva fetmarkerade deltagarna (inklusive deltagaren från Sista chansen) blev de utvalda till veckofinalerna.
- Aida Secka, 24 år, Göteborg
- Annie Moreau, 21 år, Jönköping
- Astrid Risberg, 20 år, Örebro
- Christoffer Hamberg, 29 år, Tibro
- Dao Di Ponziano, 17 år, Stockholm
- Eden Alm, 19 år, Hässleholm
- Filippa Johansson, 17 år, Alingsås
- Freddie Liljegren, 26 år, Örebro
- Gottfrid Krantz, 24 år, Härnösand
- Hampus Israelsson, 21 år, Falun
- Hugo Burlin Nyström, 18 år, Vaxholm
- Iana Kovalova, 26 år, Kiev
- Kim Lilja, 25 år, Luleå
- Ludwig Hahn, 30 år, Västerås
- Madelief Termaten, 17 år, Ängelholm
- Malik Miller Sene, 23 år, Lund
- Matilda Gramenius, 16 år, Lidingö
- Nathalie Ulinder Cuti, 23 år, Göteborg
- Pawel Piotr Pospiech, 31 år, Malmö
- Tusse Chiza, 17 år, Leksand (Tällberg)

## Topp 4 till Sista chansen
Eftersom juryn hade svårt att bestämma vem som skulle få den tjugoförsta och sista platsen i kvalveckan under slutaudition bestämde de sig för att de fyra sista kvarvarande deltagarna skulle göra upp om en plats i kvalveckan, likt Revanschen som har sänts föregående år (2017 och 2018). 
Deltagarna nedan var de som hade blivit de utvalda att göra upp om den sista platsen i kvalveckan. Den fetmarkerade deltagaren fick den sista platsen i kvalveckan.
- Claudia Renfro, 19 år, Klågerup
- Ellie Lilja, 26 år, Linköping
- Gustav Zetterlund, 23 år, Halmstad
- Madeleine Simbila, 20 år, Haninge

## Kvalveckan

### Kvalheat 1
Sändes 16 september 2019. De två fetmarkerade deltagarna gick vidare till kvalfinalen.
1. Kim Lilja - "Natural" (Imagine Dragons)
2. Hampus Israelsson - "You Are the Reason" (Calum Scott)
3. Gottfrid Krantz - "Great Balls of Fire" (Jerry Lee Lewis)
4. Tusse Chiza - "Turning Tables" (Adele)
5. Malik Miller Sene - "Can't Stop the Feeling!" (Justin Timberlake)

#### Sista chansen: Avsnitt 1
Det första avsnittet av Sista chansen sändes på TV4-Play den 16 september 2019. Gustav Zetterlund vann duellen mot Claudia Renfro och tog sig därefter till finalen av Sista chansen.
1. Claudia Renfro - ”One" (U2)
2. Gustav Zetterlund - "All of Me" (John Legend)

#### Utröstningen
Listar här nedan de två sist utropade deltagarna, varav den ena erhöll minst antal tittarröster.
| Claudia Renfro | Gustav Zetterlund |

### Kvalheat 2
Sändes 17 september 2019. De två fetmarkerade deltagarna gick vidare till kvalfinalen.
1. Filippa Johansson - "Finesse" (Bruno Mars)
2. Dao Di Ponziano - "God Is a Woman" (Ariana Grande)
3. Madelief Termaten - "Piece by Piece" (Kelly Clarkson)
4. Astrid Risberg - "When the Party's Over" (Billie Eilish)
5. Annie Moreau - "Freedom" (Beyoncé)

#### Sista chansen: Avsnitt 2
Det andra avsnittet av Sista chansen sändes på TV4-Play den 17 september 2019. Ellie Lilja vann duellen mot Madeleine Simbila och tog sig därefter till finalen av Sista chansen.
1. Madeleine Simbila - "Hallelujah" (Alicia Keys)
2. Ellie Lilja - "Sexy and I Know It" (LMFAO)

#### Utröstningen
Listar här nedan de två sist utropade deltagarna, varav den ena erhöll minst antal tittarröster.
| Madeleine Simbila | Ellie Lilja |

### Kvalheat 3
Sändes 18 september 2019. De två fetmarkerade deltagarna gick vidare till kvalfinalen.
1. Christoffer Hamberg - "All Goes Wrong" (Chase & Status)
2. Ludwig Hahn - "Calleth You, Cometh I" (The Ark)
3. Pawel Piotr Pospiech - "You Are the Reason" (Calum Scott)
4. Hugo Burlin Nyström - "Lost in Japan" (Shawn Mendes, Zedd)
5. Freddie Liljegren - "Radioactive" (Imagine Dragons)

#### Sista chansen: Avsnitt 3
Det tredje och sista avsnittet av Sista chansen sändes på TV4-Play den 18 september 2019. Ellie Lilja vann duellen mot Gustav Zetterlund och fick därmed en plats i kvalveckan.
1. Gustav Zetterlund - "Addicted To You" (Avicii)
2. Ellie Lilja - "Radioactive" (Imagine Dragons)

#### Utröstningen
Listar här nedan de två sist utropade deltagarna, varav den ena erhöll minst antal tittarröster.
| Gustav Zetterlund | Ellie Lilja |

### Kvalheat 4
Sändes 19 september 2019. De två fetmarkerade deltagarna gick vidare till kvalfinalen.
1. Eden Alm - "Happyland" (Amanda Jenssen)
2. Nathalie Ulinder Cuti - "Sweater Weather" (The Neighbourhood)
3. Iana Kovalova - "Sorry Not Sorry" (Demi Lovato)
4. Matilda Gramenius - "Million Years Ago" (Adele)
5. Aida Secka - "Diamonds" (Rihanna)
6. Ellie Lilja - "Sexy and I Know It" (LMFAO)

### Kvalfinal
Sändes 20 september 2019.
1. Gottfrid Krantz - "Take It Easy" (Eagles)
2. Matilda Gramenius - "Bust Your Windows" (Jazmine Sullivan)
3. Kim Lilja - "Are You Gonna Be My Girl" (Jet)
4. Madelief Termaten - "Runaway Baby" (Bruno Mars)
5. Hampus Israelsson - "Mercy" (Shawn Mendes)
6. Ellie Lilja - "Radioactive" (Imagine Dragons)
7. Christoffer Hamberg - "Brother" (Matt Corby)
8. Aida Secka - "No One" (Alicia Keys)
9. Astrid Risberg -"Supremacy" (Muse)
10. Tusse Chiza - "Happy" (Pharrell Williams)
11. Freddie Liljegren - "Hello" (Adele)
12. Pawel Piotr Pospiech - "Roads" (Vargas & Lagola)
13. Nathalie Ulinder Cuti - "Hometown Glory" (Adele)
14. Dao Di Ponziano - "Creep" (Radiohead)

#### Kvalfinalens wildcards
1. Kim Lilja
2. Hampus Israelsson
3. Aida Secka
4. Freddie Liljegren
5. Nathalie Ulinder Cuti
6. Dao Di Ponziano

#### Utröstningen
Listar här nedan de tre sist utropade deltagarna, varav den ena erhöll minst antal tittarröster. Artisterna blev utropade utan inbördesordning.
| Matilda Gramenius & Pawel Piotr Pospiech | Hampus Israelsson |

Fotnot: De två av dessa tre här ovan namngivna deltagarna som är markerade med mörkgrå färg (de till vänster) var de som tvingades lämna tävlingen.

## Veckofinaler
Nytt för veckofinalerna denna säsong var att juryn hade en livlina (också känd som livboj) som de kunde använda efter högst en av de första sju veckofinalerna till att rädda kvar den deltagare som röstats ut den veckan. Juryn utnyttjade inte livlinan någon vecka.

### Vecka 1: Jag är Idol
Sändes 27 september 2019.
Deltagarna står nedanför i startordning
1. Tusse Chiza – "I Got You (I Feel Good)" (James Brown)
2. Nathalie Ulinder Cuti – "Pumped Up Kicks" (Foster the People)
3. Ellie Lilja – "I Still Haven't Found What I'm Looking For" (U2)
4. Aida Secka – "Pretty Hurts" (Beyoncé)
5. Dao Di Ponziano – "Valerie" (Mark Ronson, Amy Winehouse)
6. Freddie Liljegren – "Uptown Funk" (Mark Ronson, Bruno Mars)
7. Astrid Risberg – "I Hate Myself for Loving You" (Joan Jett & the Blackhearts)
8. Christoffer Hamberg – "I'm Still Standing" (Elton John)
9. Hampus Israelsson – "Without You" (Avicii, Sandro Cavazza)
10. Kim Lilja – "Seven Nation Army" (The White Stripes)
11. Madelief Termaten – "Something's Got a Hold on Me" (Etta James) (Christina Aguileras version)
12. Gottfrid Krantz – "Crazy Little Thing Called Love" (Queen)

#### Utröstningen
Listar här nedan de tre sist utropade deltagarna, varav den ena erhöll minst antal tittarröster.
Lägst antal tittarröster
| Aida Secka | Hampus Israelsson | Nathalie Ulinder Cuti |

Fotnot: Den av dessa tre här ovan namngivna deltagarna som är markerad med mörkgrå färg (den till vänster) var den som tvingades lämna tävlingen.
Juryn valde att inte använda sin livlina denna vecka, vilket gjorde att Aida Secka inte fick komma tillbaka in i tävlingen igen.

### Vecka 2: Genombrottshits
Sändes 4 oktober 2019.
Deltagarna står nedanför i startordning
1. Christoffer Hamberg – "Känn ingen sorg för mig Göteborg" (Håkan Hellström)
2. Astrid Risberg – "Release Me" (Oh Laura)
3. Freddie Liljegren – "Hurtful" (Erik Hassle)
4. Nathalie Ulinder Cuti – "Emmylou" (First Aid Kit)
5. Gottfrid Krantz – "Umbrella" (The Baseballs)
6. Ellie Lilja – "Someone You Loved" (Lewis Capaldi)
7. Madelief Termaten – "California Dreamin'" (The Mamas & The Papas) (Sias version)
8. Hampus Israelsson – "Tappat" (Victor Leksell)
9. Kim Lilja – "My Hero" (Foo Fighters)
10. Dao Di Ponziano – "When a Man Loves a Woman" (Percy Sledge)
11. Tusse Chiza – "How Will I Know" (Whitney Houston)

#### Utröstningen
Listar här nedan de tre sist utropade deltagarna, varav den ena erhöll minst antal tittarröster.
Lägst antal tittarröster
| Hampus Israelsson | Freddie Liljegren | Astrid Risberg |

Fotnot: Den av dessa tre här ovan namngivna deltagarna som är markerad med mörkgrå färg (den till vänster) var den som tvingades lämna tävlingen.
Juryn valde att inte använda sin livlina denna vecka, vilket gjorde att Hampus Israelsson inte fick komma tillbaka in i tävlingen igen.

### Vecka 3: Världens bästa låt
Sändes 11 oktober 2019.
Deltagarna står nedanför i startordning
1. Kim Lilja – "Are You Gonna Go My Way" (Lenny Kravitz)
2. Nathalie Ulinder Cuti – "Some Die Young" (Laleh)
3. Gottfrid Krantz – "Jailhouse Rock" (Elvis)
4. Dao Di Ponziano – "Sand" (Molly Sandén)
5. Tusse Chiza – "You Shook Me All Night Long" (AC/DC)  (Scary Pockets version)
6. Christoffer Hamberg – "Älska mej" (Ainbusk)
7. Freddie Liljegren – "Superstition" (Stevie Wonder)
8. Ellie Lilja – "Chandelier" (Sia)
9. Madelief Termaten – "Break Free" (Ariana Grande)
10. Astrid Risberg – "Life on Mars?" (David Bowie)

#### Utröstningen
Listar här nedan de två sist utropade deltagarna, varav den ena erhöll minst antal tittarröster.
Lägst antal tittarröster
| Ellie Lilja | Kim Lilja |

Fotnot: Den av dessa två här ovan namngivna deltagarna som är markerad med mörkgrå färg (den till vänster) var den som tvingades lämna tävlingen.
Juryn valde att inte använda sin livlina denna vecka, vilket gjorde att Ellie Lilja inte fick komma tillbaka in i tävlingen igen.

### Vecka 4: Melodifestivalen/ESC
Sändes 18 oktober 2019.
Deltagarna står nedanför i startordning
1. Gottfrid Krantz – "Michelangelo" (Björn Skifs)
2. Dao Di Ponziano – "Tonight Again" (Guy Sebastian)
3. Kim Lilja – "Se på mig" (Jan Johansen)
4. Christoffer Hamberg – "Det börjar verka kärlek, banne mej" (Claes-Göran Hederström)
5. Madelief Termaten – "Ashes to Ashes" (Anna Bergendahl)
6. Tusse Chiza – "Rise Like a Phoenix" (Conchita Wurst)
7. Astrid Risberg – "Statements" (Loreen)
8. Nathalie Ulinder Cuti – "Keep On Walking" (Salem Al Fakir)
9. Freddie Liljegren – "Too Late for Love" (John Lundvik)

Den tidigare Idol-tvåan Hanna Ferm uppträdde denna vecka som gästartist med sin då senaste singel "Outta Breath". Dessutom medverkade den dåvarande Melodifestivalen-producenten och tidigare Melodifestivalen-vinnaren Christer Björkman som gästdomare.

#### Utröstningen
Listar här nedan de två sist utropade deltagarna, varav den ena erhöll minst antal tittarröster.
Lägst antal tittarröster
| Nathalie Ulinder Cuti | Dao Di Ponziano |

Fotnot: Den av dessa två här ovan namngivna deltagarna som är markerad med mörkgrå färg (den till vänster) var den som tvingades lämna tävlingen.
Juryn valde att inte använda sin livlina denna vecka, vilket gjorde att Nathalie Ulinder Cuti inte fick komma tillbaka in i tävlingen igen.

### Vecka 5: Tack för allt, England
Sändes 25 oktober 2019.
Deltagarna står nedanför i startordning
1. Freddie Liljegren – "Mamma Knows Best" (Jessie J)
2. Tusse Chiza – "What Makes You Beautiful" (One Direction)
3. Christoffer Hamberg – "Faith" (George Michael)
4. Astrid Risberg – "Hide and Seek" (Imogen Heap)
5. Gottfrid Krantz – "Angels" (Robbie Williams)
6. Madelief Termaten – "Pack Up" (Eliza Doolittle)
7. Kim Lilja – "Roxanne" (The Police)
8. Dao Di Ponziano – "Fix You" (Coldplay)

Artisten Tom Walker gästade denna vecka med ett framförande av sin låt "Leave a Light On" samt sin nyaste singel "Better Half of Me".

#### Utröstningen
Listar här nedan de två sist utropade deltagarna, varav den ena erhöll minst antal tittarröster.
Lägst antal tittarröster
| Madelief Termaten | Freddie Liljegren |

Fotnot: Den av dessa två här ovan namngivna deltagarna som är markerad med mörkgrå färg (den till vänster) var den som tvingades lämna tävlingen.
Juryn valde att inte använda sin livlina denna vecka, vilket gjorde att Madelief Termaten inte fick komma tillbaka in i tävlingen igen.

### Vecka 6: Team spirit
Sändes 1 november 2019.
Deltagarna står nedanför i startordning
1. Christoffer Hamberg – "Animal" (Neon Trees) (låt vald av Astrid Risberg)
2. Tusse Chiza – "Purple Rain" (Prince) (låt vald av Gottfrid Krantz)
3. Freddie Liljegren – "Hold Back the River" (James Bay) (låt vald av Christoffer Hamberg)
4. Dao Di Ponziano – "Rehab" (Amy Winehouse) (låt vald av Kim Lilja)
5. Kim Lilja – "Detroit Rock City" (Kiss) (låt vald av Freddie Liljegren)
6. Astrid Risberg – "At Last" (Etta James) (låt vald av Tusse Chiza)
7. Gottfrid Krantz – "A Little Less Conversation" (Elvis Presley, JXL) (låt vald av Dao Di Ponziano)

Artisten Halsey gästade denna vecka med ett framförande av hennes nyaste singel "Graveyard".

#### Utröstningen
Listar här nedan de två sist utropade deltagarna, varav den ena erhöll minst antal tittarröster.
Lägst antal tittarröster
| Christoffer Hamberg | Freddie Liljegren |

Fotnot: Den av dessa två här ovan namngivna deltagarna som är markerad med mörkgrå färg (den till vänster) var den som tvingades lämna tävlingen.
Juryn valde att inte använda sin livlina denna vecka, vilket gjorde att Christoffer Hamberg inte fick komma tillbaka in i tävlingen igen.

### Vecka 7: Kändisduetter
Sändes 8 november 2019.
Deltagarna står nedanför i startordning
1. Kim Lilja & Maja Ivarsson - "Living in America" (The Sounds)
2. Freddie Liljegren & Eric Gadd - "My Personality" (Eric Gadd)
3. Dao Di Ponziano & Sabina Ddumba - "Effortless" (Sabina Ddumba)
4. Astrid Risberg & Albin Lee Meldau - "The Weight Is Gone" (Albin Lee Meldau)
5. Gottfrid Krantz & Carola Häggkvist - "Genom allt" (Carola Häggkvist)
6. Tusse Chiza & Molly Sandén - "Utan dig" (Molly Sandén)

Den tidigare Idol-fyran Linnea Henriksson medverkade som gästprogramledare bredvid Pär Lernström. Dessutom framförde Sabina Ddumba och Molly Sandén sina helt nya respektive singlar "Forgotten Ones" och "Alla våra smeknamn".

#### Utröstningen
Listar här nedan de två sist utropade deltagarna, varav den ena erhöll minst antal tittarröster.
Lägst antal tittarröster
| Kim Lilja | Dao Di Ponziano |

Fotnot: Den av dessa två här ovan namngivna deltagarna som är markerad med mörkgrå färg (den till vänster) var den som tvingades lämna tävlingen.
Juryn valde att inte använda sin livlina denna vecka, vilket gjorde att Kim Lilja inte fick komma tillbaka in i tävlingen igen. Därmed gick juryn miste om sin sista chans att utnyttja livlinan.

### Vecka 8: Fotbollslandslagens val
Sändes 15 november 2019.
Deltagarna står nedanför i startordning
1. Tusse Chiza - "Higher Love" (Steve Winwood)
2. Gottfrid Krantz - "I'm in the Band" (The Hellacopters)
3. Freddie Liljegren - "Always Remember Us This Way" (Lady Gaga)
4. Astrid Risberg - "About You Now" (Sugababes)
5. Dao Di Ponziano - "One and Only" (Adele)

Poptrion GES framförde sin kampsång för fotbollslandslaget i VM 1994, "När vi gräver guld i USA", och Idol 2013-vinnaren Kevin Walker framförde sin helt nya låt "You Let Me Go".

#### Utröstningen
Listar här nedan de två sist utropade deltagarna, varav den ena erhöll minst antal tittarröster.
Lägst antal tittarröster
| Astrid Risberg | Tusse Chiza |

Fotnot: Den av dessa två här ovan namngivna deltagarna som är markerad med mörkgrå färg (den till vänster) var den som tvingades lämna tävlingen.

### Vecka 9: Kärlek
Sändes 22 november 2019.

#### Låtval 1: Fansen
Deltagarna står nedanför i startordning
1. Freddie Liljegren - "The Show Must Go On" (Queen)
2. Dao Di Ponziano - "Price Tag" (Jessie J)
3. Tusse Chiza - "Classic" (MKTO)
4. Gottfrid Krantz - "I Can Jive" (Jerry Williams)

#### Låtval 2: Nära och kära
Deltagarna står nedanför i startordning
1. Freddie Liljegren - "Thinking Out Loud" (Ed Sheeran)
2. Dao Di Ponziano - "I Have Nothing" (Whitney Houston)
3. Tusse Chiza - "Make You Feel My Love" (Adele)
4. Gottfrid Krantz - "I Don't Want to Miss a Thing" (Aerosmith)

Tidigare Idol-femman Måns Zelmerlöw och Idol-fyran Molly Hammar framförde sina nyaste singlar "One" respektive "Shortcuts (I Can't Wait)". Zelmerlöw agerade också gästcoach åt deltagarna under veckan.

#### Utröstningen
Listar här nedan de två sist utropade deltagarna, varav den ena erhöll minst antal tittarröster.
Lägst antal tittarröster
| Gottfrid Krantz | Freddie Liljegren |

Fotnot: Den av dessa två här ovan namngivna deltagarna som är markerad med mörkgrå färg (den till vänster) var den som tvingades lämna tävlingen.

### Vecka 10: Juryns val och tidigare låt
Sändes 29 november 2019.

#### Låt 1: Utmaning
Deltagarna står nedanför i startordning
1. Dao Di Ponziano - "Ain't My Fault" (Zara Larsson)
2. Freddie Liljegren - "Astrologen" (Darin)
3. Tusse Chiza - "Ängeln i rummet" (Laleh)

#### Låt 2: Glans
Deltagarna står nedanför i startordning
1. Dao Di Ponziano - "Love Me Like You Do" (Ellie Goulding)
2. Freddie Liljegren - "Viva la Vida" (Coldplay)
3. Tusse Chiza - "I Want You Back" (The Jackson 5)

#### Låt 3: Tidigare låt
Deltagarna står nedanför i startordning
1. Dao Di Ponziano - "Creep" (Vincint Cannady)
2. Freddie Liljegren - "Isn't She Lovely" (Stevie Wonder)
3. Tusse Chiza - "Human" (Rag'n'Bone Man)

#### Utröstningen
Listar här nedan de två sist utropade deltagarna, varav den ena erhöll minst antal tittarröster.
Lägst antal tittarröster
| Dao Di Ponziano |

Fotnot: Den ovan namngivna deltagaren var den som tvingades lämna tävlingen.

## Vecka 11: Final
Sändes 6 december 2019.
Deltagarna står nedanför i startordning

### Rond 1: Eget val
1. Freddie Liljegren – "Where The Streets Have No Name" (U2)
2. Tusse Chiza – "There's Nothing Holdin' Me Back" (Shawn Mendes)

### Rond 2: Tittarnas val
1. Freddie Liljegren – "Uptown Funk" (Mark Ronson, Bruno Mars)
2. Tusse Chiza – "Rise Like a Phoenix" (Conchita Wurst)

### Rond 3: Vinnarlåten
1. Freddie Liljegren – "Rain"
2. Tusse Chiza – "Rain"

Under finalen uppträdde popgruppen Westlife med ett medley med några av sina låtar och med låten "My Blood". Dessutom gjorde den 25-åriga Rebecka Assio från Falköping audition för nästa säsong av Idol med sin version av Tones and Is låt "Dance Monkey". Hon fick ja från alla jurymedlemmarna och gick därmed vidare till slutaudition som den säsongens första deltagare.
Här nedan listas den deltagare som erhöll flest antal tittarröster och därmed vann Idol 2019.
| Vinnaren    |
| Tusse Chiza |